# Bryant Barnes
Pour les articles homonymes, voir Barnes.
 (septembre 2024).
La mise en forme du texte ne suit pas les recommandations de Wikipédia : il faut le « wikifier ».
Les points d'amélioration suivants sont les cas les plus fréquents. Le détail des points à revoir est peut-être précisé sur la page de discussion.
- Les titres sont pré-formatés par le logiciel. Ils ne sont ni en capitales, ni en gras.
- Le texte ne doit pas être écrit en capitales (les noms de famille non plus), ni en gras, ni en italique, ni en « petit »…
- Le gras n'est utilisé que pour surligner le titre de l'article dans l'introduction, une seule fois.
- L'italique est rarement utilisé : mots en langue étrangère, titres d'œuvres, noms de bateaux, etc.
- Les citations ne sont pas en italique mais en corps de texte normal. Elles sont entourées par des guillemets français : « et ».
- Les listes à puces sont à éviter, des paragraphes rédigés étant largement préférés. Les tableaux sont à réserver à la présentation de données structurées (résultats, etc.).
- Les appels de note de bas de page (petits chiffres en exposant, introduits par l'outil «  Source ») sont à placer entre la fin de phrase et le point final[comme ça].
- Les liens internes (vers d'autres articles de Wikipédia) sont à choisir avec parcimonie. Créez des liens vers des articles approfondissant le sujet. Les termes génériques sans rapport avec le sujet sont à éviter, ainsi que les répétitions de liens vers un même terme.
- Les liens externes sont à placer uniquement dans une section « Liens externes », à la fin de l'article. Ces liens sont à choisir avec parcimonie suivant les règles définies. Si un lien sert de source à l'article, son insertion dans le texte est à faire par les notes de bas de page.
- La présentation des références doit suivre les conventions bibliographiques. Il est recommandé d'utiliser les modèles {{Ouvrage}}, {{Chapitre}}, {{Article}}, {{Lien web}} et/ou {{Bibliographie}}. Le mode d'édition visuel peut mettre en forme automatiquement les références.
- Insérer une infobox (cadre d'informations à droite) n'est pas obligatoire pour parachever la mise en page.

Pour une aide détaillée, merci de consulter Aide:Wikification.
Si vous pensez que ces points ont été résolus, vous pouvez retirer ce bandeau et améliorer la mise en forme d'un autre article.
Bryant Barnes, né le 23 mars 1999, est un auteur-compositeur-interprète américain de R&B alternatif qui gagne en popularité grâce aux réseaux sociaux TikTok et Instagram,.

## Jeunesse
Bryant grandit à Cypress (en) au Texas, puis habite à Tacoma et à Houston. Il commence tôt la musique, avec des cours de piano à l'âge de six ans puis un intérêt pour le violoncelle.

## Carrière musicale

### 2023
Bryant commence sa carrière musicale le 8 septembre 2023 avec le titre Adore You, puis publie la version acoustique le 6 octobre 2023. Il sort Losing You  le 17 novembre 2023.

### 2024
Le 16 février 2024, Bryant sort le single Don't Want A Love Song, puis Give Me A Sign le 14 juin 2024.
Le 26 juillet 2024, Bryant Barnes sort son premier album avec le label Mercury Records intitulé Vanity dont fait partie la musique I'd Rather Pretend qui cumule plus de 35 millions d'écoutes sur Spotify. Il publie le 23 août 2024 la version acoustique de cette même musique puis une version en collaboration avec le chanteur d4vd (en).

## Discographie

### Singles

#### 2023
- Adore You
- Adore You (Acoustic)
- Losing You
- Don't Want A Love Song

#### 2024
- Give Me A Sign
- I'd Rather Pretend (Acoustic)
- I'd Rather Pretend (avec d4vd (en))
- Is This Love To You

#### 2025
- Why Can't You

### Albums studio

#### 2024
- Vanity